# 阿拉泰
阿拉泰（1958年—），蒙古族，中华人民共和国女中音歌唱家，内蒙古音乐家协会主席，内蒙古广播电视艺术团一级演员、第十一届全国政协委员。
2008年，当选第十一届全国政协委员，代表文化艺术界，分入第二十七组。